# Rafael Larco Hoyle
Rafael Larco Hoyle, né le 18 mai 1901 à Trujillo, était un archéologue péruvien. Il est mort le 23 octobre 1966 à Lima.

## Études
Diplômé de l'Université Cornell (États-Unis) comme ingénieur agricole, il poursuit des études financières à l'université de New York. Il revient alors au Pérou de 1923 à 1956 et prend en charge la propriété familiale, l'hacienda Chiclín, à Trujillo dans le nord du pays. En 1925, le père de Larco Hoyle, Rafael Larco Herrera achète une collection de vases et de pièces archéologiques à son beau-frère Alfredo Hoyle. L'arrivée de ces 600 pièces déclenche l'enthousiasme de Larco Hoyle. Peu après, son père lui confie cette collection qui deviendra l'embryon du futur Museo Arqueológico Rafael Larco Herrera.

## Découvertes scientifiques

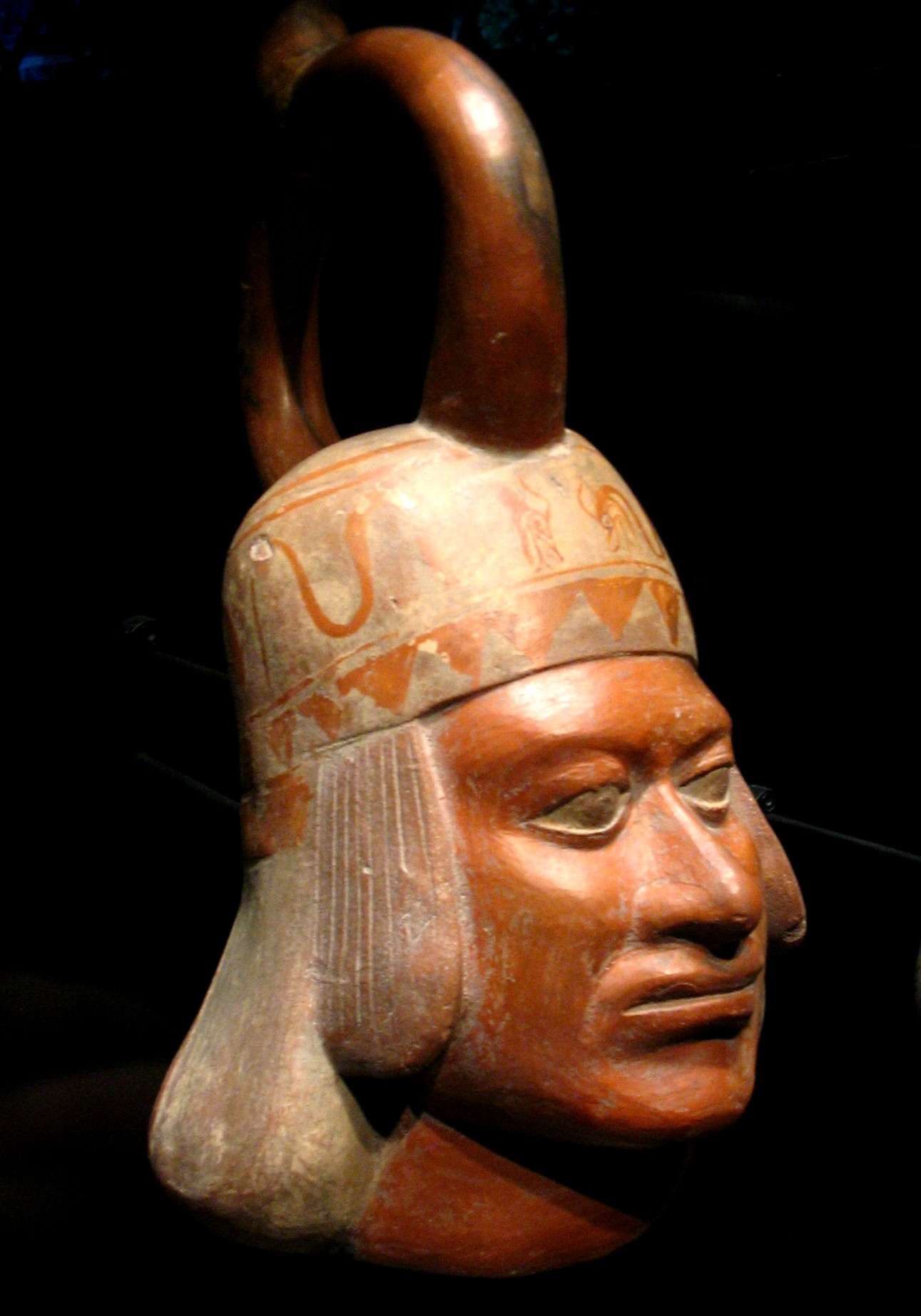
Vase-portrait Moche, anse-goulot en forme d'étrier, Musée du quai Branly, Paris, France.

Durant quarante ans, il réalise d'importantes découvertes et mène plusieurs fouilles archéologiques significatives, qui l'amènent à publier plusieurs ouvrages. Parmi ses principaux apports à l'archéologie péruvienne, on note :
- la première chronologie cohérente du Pérou Antique, exposée en 1944 ;
- la découverte des cultures Cupisnique, Virú et Salinar ;
- la définition scientifique des cultures Moche et Lambayeque, et la définition de Huari comme le grand état dominant du Pérou autour du IXe siècle de notre ère.

En ce qui concerne la culture Moche, ou Mochica, c'est lui qui étudia en détail ses aspects les plus divers : le milieu ambiant, l'architecture, la sexualité, les cérémonies, la religiosité, l'art, les coutumes, etc. Son travail se retrouve dans l'œuvre Les Mochicas, composée de huit tomes.
Il s'est également opposé aux visions de Julio Tello, qui faisait du style de Chavín la matrice de toutes les civilisations précolombiennes, estimant que les différents peuples n'avaient pas connu de relations assez fortes.
Il avait fondé, le 28 juillet 1926, le Museo Arqueológico Rafael Larco Herrera, du nom de son père, dans l'hacienda Chiclín de Trujillo. Ce musée fut déplacé à Lima en 1958, et installé dans son siège actuel de Pueblo Libre, une hacienda liménienne qui fut adaptée au style typique des maisons de Trujillo du XVIIIe siècle. Depuis, ses 45 000 pièces sont présentées au public dans ses salles, organisées chronologiquement, géographiquement et par thèmes (métaux, bijoux, sacrifice, syncrétisme...), ainsi que dans son dépôt qui peut être visité. La superbe collection présente des pièces provenant de diverses régions du Pérou et de diverses civilisations (Chimú, Lambayeque, Inca, Mochica, etc.) et offre de précieux renseignements quant à leur mode de vie, croyances, organisation sociale, politique et religieuse.
Le Musée Larco détient aussi la très célèbre collection érotique.